# Зворотний бік (фільм, 1931)
«Зворотний бік» (англ. The Back Page) — американська короткометражна кінокомедія Роско Арбакла 1931 року з Вірджинією Брукс в головній ролі.

## У ролях
- Вірджинія Брукс — дочка редактора
- Вілер Окман
- Джордж Макфарлейн
- Етель Девіс
- Роско «Товстун» Арбакл